# Cranio di Harbin
Il Cranio di Harbin è il fossile di un cranio, appartenuto ad un ominide scoperto ad Harbin in Manciuria nella Cina nord orientale, datato a circa 146.000 dal presente. Inizialmente definito come l'olotipo dell'Homo longi, studi genetici del 2025 ne ha determinato l'appartenenza alla specie Denosiviana.

## Scoperta
Il cranio fu scoperto accidentalmente nel 1933 da un operaio che lavorava alla costruzione di un ponte nei dintorni di Harbin; nascosto in un pozzo, esso fu ritrovato nel 2018, quando l'uomo in fin di vita ne rivelò l'esistenza ai propri nipoti. Fu quindi donato al Museo di geoscienze della Hebei GEO University.

## Caratteristiche
Nel 2021 il cranio fu attribuito ad una nuova specie di ominide, chiamata Homo longi, ossia Uomo Drago, ma uno studio genetico del 2025, condotto sul DNA mitocontriale del tartaro dentale, assieme ad una contemporanea analisi del proteoma, lo ha identificato come appartenente alla specie dell'Homo di Denisova.
Il cranio con un volume di 1.420 cm³, comparabile a quello dell'uomo moderno, si presente ben conservato e conserva un solo dente con tre radici, caratteristica questa piuttosto rara nell'uomo moderno. Gli zigomi risultano più piatti che in altre specie, e l'arcata sopracigliare piuttosto marcata; il cranio, molto grande con orbite molto incavate, apparteneva ad un maschio adulto, vissuto oltre 140.000 anni dal presente.
Sulla base delle caratteristiche del cranio, e del clima rigido che caratterizza la regione dove è stato ritrovato, ad Harbin d'inverno si registrano temperature intorno ai -20°, si ipotizza che l'individuo fosse particolarmente robusto.